# Virupakša
Virupakša (Virūpāksha) kitajsko Gvang Mu je sanskrtski izraz, ki pomeni tisti z deformiranim očesom.
Pri budistih je Virupakša eden od štirih devaradž in obenem varuh zahoda in  čuvaj Budovih relikvij ter vladar Nag. Barva njegovega telesa je rdeča. Njegovo simbolno znamenje (atribut) pa je kača.